# 시카고 예술대학

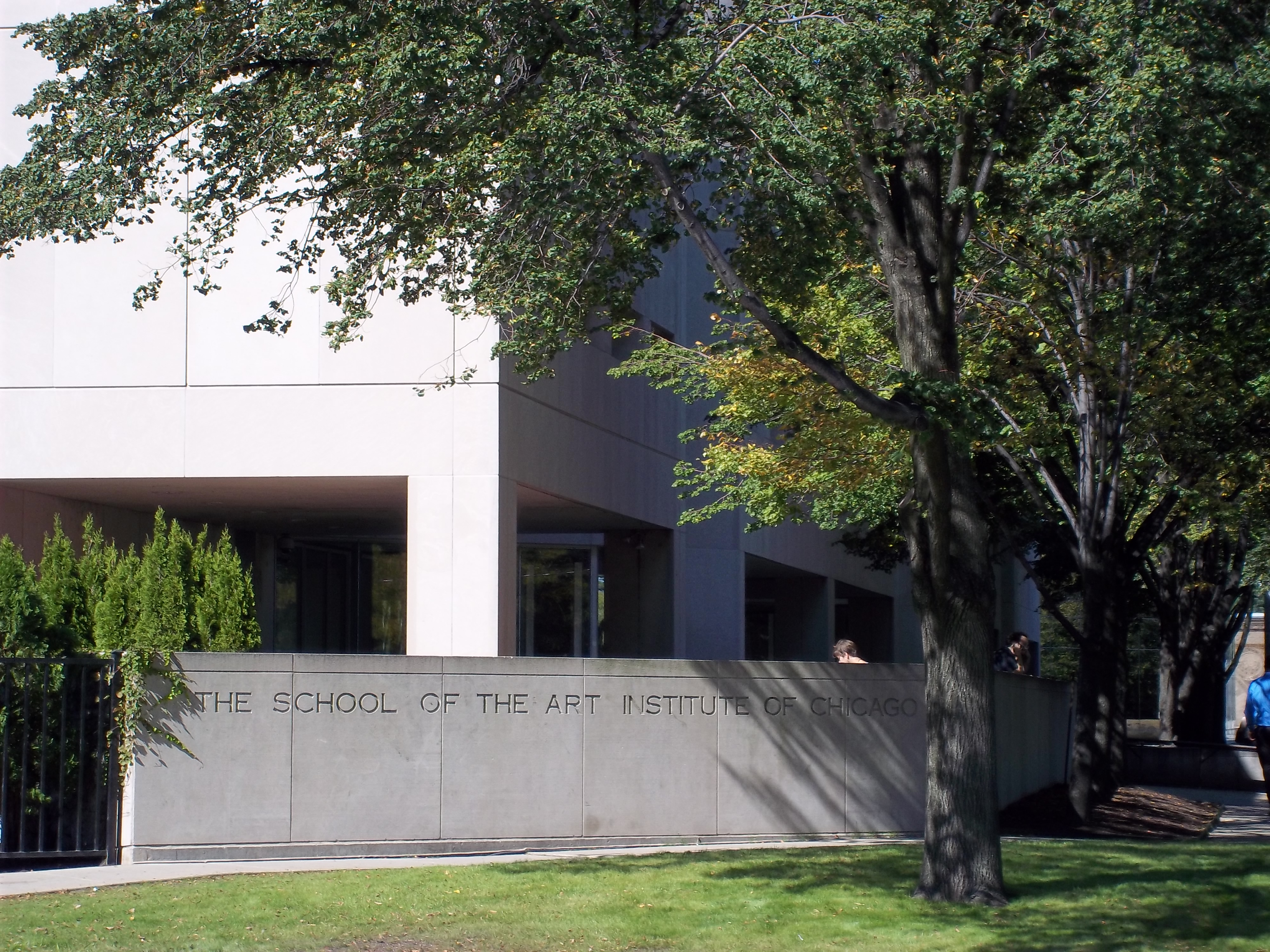

시카고 예술대학(School of the Art Institute of Chicago, SAIC)은 미국의 예술, 디자인 전문 독립 교육 인증 기관이다. 일리노이주 시카고에 위치해 있으며, 시카고 미술관과 제휴 관계에 있다.